# Joshua Jackson
Joshua Jackson (Vancouver, 11 de juny de 1978) és un actor canadenc.

## Biografia
Tot i que va néixer a Vancouver (Canadà), Jackson es va criar a Califòrnia fins al moment que, als vuit anys, els seus pares es van divorciar i ell va tornar amb la seva mare i la seva germana Aislaeigh a la seva ciutat natal. Allà va començar la seva carrera, apareixent en anuncis de les patates xips Keebler. Mentre la seva família es mudava de Vancouver a Califòrnia, Joshua va cantar amb el Cor de nens de San Francisco.
Aproximadament als 11 anys Joshua Jackson va decidir ser actor, potser influït per la professió de la seva mare: directora de càsting. A més a més dels anuncis, Jackson va interpretar obres teatrals com Willy Wonka an the chocolate factory i es va donar a conèixer a mig món gràcies a Dawson's Creek (1998-2003).
Quan Jackson definia el personatge que hi va interpretar, en Pacey, va admetre que «fa cinc anys jo tenia problemes similars a aquells a què s'enfronta en Pacey. Ambdós vam créixer en una atmosfera comunitària. Ell va créixer en un poble molt més petit, que té les seves pròpies limitacions i beneficis, però jo vaig créixer en una comunitat en la qual coneixia tothom en el veïnat, anava al col·legi amb els mateixos nois i vaig passar una dècada de la meva vida amb les mateixes persones. Com en Pacey, també tinc un estrany sentit de l'humor, m'agrada riure, passar-m'ho bé i moltes vegades m'he ficat en problemes per això. Però cap de nosaltres no és entremaliat pel simple fet de ser-ho. En Pacey és al seu propi món, fent les seves coses, que malauradament semblen ofendre a moltes persones […] En Pacey és bàsicament un estrany a l'escola i se sent desconnectat de la seva pròpia família. Sempre li han fet sentir que és un fracassat i que mai no tindrà èxit, així que pensa que pot fer qualsevol cosa que vulgui sense haver de perdre res. Troba un grup d'amics que l'aprecien pel que és i aprecien les seves estranyes qualitats. En Pacey també és l'estrany en la seva família. El seu pare és l'agutzil de Capeside, i el seu germà és el comissionat. Se sent més proper a la seva mare i a les seves germanes, però elles són fora del poble, estudiant. Per la dinàmica de la seva família, en Pacey se sent més còmode amb les dones. Jo vaig ser criat entre dones, érem tan sols la meva mare, la meva germana i jo, i per això també em sento més còmode entre les dones». Encara que, com tots els membres de Dawson's Creek, va viure amb el seu gos a Wilmington (Carolina del Nord), Jackson va anomenar la seva llar a Vancouver. A més, en les primeres temporades de la sèrie va compartir pis amb en James Van Der Beek.
Va fer la seva primera aparició a Crooked hearts d'en Michael Bortman, a la qual va seguir la trilogia The Mighty Ducks. També va aparèixer a Andre, the Seal i a Digger. A finals del segle xx, Jackson va aparèixer a Cruel Intentions i a Urband legend, a més d'Estiu de corrupció i a Scream 2. El més destacable va ser el seu paper protagonista a Societat secreta i a Rumors que maten.
A partir del segle XXI, Jackson va escollir els projectes The safety of objects i The Laramie project, ambdós de l'HBO. A Ocean's Eleven es va interpretar a si mateix. La seva mare li va dir que no li oferirien grans papers en un primer moment, que de moment hauria d'acceptar papers secundaris per demostrar tot el que val, i que era molt important no encasellar-se en pel·lícules per a adolescents. I love your work i The pay-back allstar revue en són un exemple.
Des del 2008 coprotagonitza Fringe (FOX) al costat d'Anna Torv i John Noble.

## Filmografia

### Cinema
| Any  | Pel·lícula                   | Paper                 | Anotacions                           |
| ---- | ---------------------------- | --------------------- | ------------------------------------ |
| 1991 | Crooked Hearts               | Tom (11 anys)         |                                      |
| 1992 | The Mighty Ducks             | Charlie Conway        |                                      |
| 1993 | Digger                       | Billy                 |                                      |
| 1994 | D2: The Mighty Ducks         | Charlie Conway        |                                      |
| 1994 | Andre                        | Mark Baker            |                                      |
| 1995 | Màgia a l'aigua              | Joshua Black          |                                      |
| 1996 | D3: The Mighty Ducks         | Charlie Conway        |                                      |
| 1997 | Scream 2                     | Film Class Guy #1     |                                      |
| 1998 | The Battery                  |                       | Curtmetratge                         |
| 1998 | Apt Pupil                    | Joey                  |                                      |
| 1998 | Urban Legend                 | Damon Brooks          |                                      |
| 1999 | Intencions perverses         | Blaine Tuttle         |                                      |
| 1999 | Muppets from Space           | Pacey Witter          | Cameo                                |
| 2000 | The skulls. Societat secreta | Lucas 'Luke' McNamara |                                      |
| 2000 | Gossip                       | Beau Edson            |                                      |
| 2001 | The Safety of Objects        | Paul Gold             |                                      |
| 2001 | Ocean's Eleven               | Josh                  | Cameo                                |
| 2002 | The Laramie Project          | Matt Galloway         |                                      |
| 2002 | Lone Star State of Mind      | Earl Crest            | Títol alternatiu: Cowboys and Idiots |
| 2003 | I Love Your Work             | John                  |                                      |
| 2005 | Cursed                       | Jake Taylor           |                                      |
| 2005 | Heroi de ratlles             | Trenton's Pride       | Veu en Off                           |
| 2005 | Americano                    | Chris McKinley        |                                      |
| 2005 | Aurora Borealis              | Duncan Shorter        |                                      |
| 2005 | The Shadow Dancer            | Jeremy Taylor         | Títol alternatiu: Shadows in the Sun |
| 2006 | Bobby                        | Wade Buckley          |                                      |
| 2007 | Batalla a Seattle            | Randall               |                                      |
| 2008 | Shutter                      | Benjamin Shaw         |                                      |
| 2008 | One Week                     | Ben Tyler             |                                      |
| 2011 | U.F.O.                       | Paul Foster           | Pre-producció                        |

### Televisió
| Any             | Títol                    | Paper           | Anotacions                                                 |
| --------------- | ------------------------ | --------------- | ---------------------------------------------------------- |
| 1991            | Payoff                   | Jove Mac        | Pel·lícula de TV                                           |
| 1996            | Champs                   | Matt Mazzilli   | Episodi: Breaking Up Is Hard to Do Episodi: For Art's Sake |
| 1996            | Robin Of Locksley        | Prince John Jr. | Pel·lícula de TV                                           |
| 1997            | Ronnie & Julie           | Ronnie Monroe   | Pel·lícula de TV                                           |
| 1997            | On The Edge Of Innocence | Sammy           | Pel·lícula de TV                                           |
| 1997            | The Outer Limits         | Devon Taylor    | Episodi: Music of the Spheres                              |
| 1998-2003       | Dawson's Creek           | Pacey Witter    | 128 episodis                                               |
| 2000            | Els Simpson              | Jesse Grass     | Episodi: Llissa the Tree Hugger                            |
| 2006            | Capitol Law              | Mark Clayton    | Pilot de TV                                                |
| 2008-actualitat | Fringe                   | Peter Bishop    | 43 (a maig de 2010)                                        |
| 2014-           | The Affair               | Cole Lockhart   | 32 episodis                                                |

## Premis i nominacions
Genie Adwards
- 2010: Guanyador, "Millor actor" - One Week

Ft. Lauderdale International Film Festival
- 2005: Guanyador, "Millor actor" - Aurora Borealis

Hollywood Film Festival
- 2006: Guanyador, "Millor grup de l'any" - Bobby

Satellite Adward
- 2006: Nominat, "Millor actor dramàtic" - Aurora Borealis

Screen Actors Guild Awards
- 2007: Nominat, "Actor de repartiment" - Bobby

Teen Choice Awards
- 1999: Guanyador, "Millor actor de Tv" - Dawson's Creek
- 2000: Nominat, "Millor mentider d'una pel·lícula" - The Skulls
- 2000: Guanyador, "Millor actor de Tv" - Dawson's Creek
- 2001: Guanyador, "Millor actor de Tv" - Dawson's Creek
- 2002: Nominat, "Millor actor de Tv" - Dawson's Creek
- 2003: Nominat, "Millor actor de Tv" - Dawson's Creek
- 2009: Nominat, "Millor actor de Tv" - Fringe

Premi Young Artist
- 1993: Nominat, "Actor de repartiment" - The Mighty Ducks

Young Hollywood Award
- 2000: Guanyador, "Actor del demà"